# みなせ (掃海艇)
みなせ（ローマ字：JDS Minase, MSC-627、YAS79）は、海上自衛隊の掃海艇。かさど型掃海艇の24番艇。
艇名は防予諸島の大水無瀬島・小水無瀬島に由来する。この艦名をつけた日本の艦船は過去にはないが、長良型軽巡洋艦6番艦・川内型軽巡洋艦5番艦・海防艦の候補艦名に「水無瀬」があった。

## 艦歴
「みなせ」は、第2次防衛力整備計画に基づく昭和40年度計画掃海艇327号艇として、日立造船神奈川工場で1966年2月1日に起工され、1967年1月10日に進水、1967年3月25日に就役し、同日付で第1掃海隊群隷下に新編された第40掃海隊に「あまみ」とともに編入された。
1981年3月18日、第40掃海隊が舞鶴地方隊に編入。
1984年1月26日、特務船に種別変更され、船籍番号がYAS-79に変更。佐世保地方隊対馬防備隊に編入。
1990年6月15日、除籍。